# نيكولا الصغير
نيكولا الصغير (بالفرنسية: Le Petit Nicolas)‏ هي سلسلة من كتب الأطفال الفرنسية التي أنشأها رينيه جوسيني ورسمها جان جاك سيمبي وتم نشرها لأول مرة في 30 مارس 1959. تصور الكتب نسخة مثالية من الطفولة في فرنسا في الخمسينيات.

## تاريخ العمل
بدأ العمل كشريط هزلي نُشر في البداية في المجلة البلجيكية Le Moustique بين عامي 1956 و 1958، ورسمه سيمبي وكتبه جوسيني. كانت السلسلة سريعة في لفت الانتباه. وبعد سنوات قليلة بدأ رينيه جوسيني في كتابة نيكولا الصغير في شكل قصة قصيرة، مع الرسوم التوضيحية من قبل جان جاك سيمبي. نُشرت قصة نيكولاس الأولى، وهي بعنوان L'œuf de Pâques ، في 29 مارس 1959 في مجلة Sud-Ouest Dimanche. لم يخطط المؤلفون في البداية لمواصلة المسلسل، لكن الشعبية المفاجئة للقصص المصورة أبقتهم مستمرين. وهكذا، استمروا في نشر القصص المصورة في جرائد Sud-Ouest وPilote حتى عام 1965.
بعد ثلاثين عامًا من وفاة جوسيني، قررت ابنته آن نشر قصصه التي لم تُنشر، وإنشاء كتب جديدة من أصل عشرة قصص. اضطر جان جاك سيمبي الذي لم يكن على علم بهذه المادة، إلى تقديم الرسوم التوضيحية.

## مفهوم السلسلة
يتم سرد الكتب من وجهة نظر نيكولا نفسه، مما يعطي الكتاب إحساسًا مميزًا وشخصيًا بروح الدعابة. السرد عبارة عن نسخ من رواية القصص الطفولية مع استخدام جمل متتالية ولغة عامية في ساحة المدرسة بكثرة، ومعظم الفكاهة مستمدة من سوء فهم نيكولا لسلوك الكبار. في الوقت نفسه يعتبر البالغون هدفًا لسخرية الكتاب مثلهم مثل الأطفال، حيث تكشف النظرة العالمية المباشرة وغير المعقدة للراوي الطفل عيوب إدراك البالغين. جعل هذا العنصر التخريبي في الكتب مثالًا مبكرًا لأدب الأطفال الحديث الذي يركز على تجربة تفسير الطفل للعالم، بدلاً من تفسير الكبار.

## الشخصيات
تتضمن الأحرف من النسخة الفرنسية (مع أسماء من ترجمة أنثيا بيل الإنجليزية بين قوسين مربعين):
- نيكولا (الشخصية الرئيسية) [نيكولاس]: إنه حساس ومتعلق بالقيم الحقيقية مثل الصداقة وحب الوالدين ولديه بعض الإحساس بالعدالة. لا يجيد الحساب وهو الأصغر في فصله.
- كلوتاير [ماثيو]: «إنه آخر الصف.»
- Alceste [Alex]: أفضل صديق لنيكولا، «إنه سمين ويأكل طوال الوقت.»
- يوديس [إيدي]: «إنه قوي جدًا ويحب أن يلكم أصدقائنا على أنوفهم.»
- جيفروي [جيفري]: «والده غني جدًا ويشتري له كل ما يريد.»
- أجنان [كوثبرت]: «إنه يحتل المرتبة الأولى في الفصل وهو حيوان المعلم الأليف وبالتالي لا أحد يحبه، لكن لا يمكنك ضربه كثيرًا كما تريد، لأنه يرتدي نظارات.»
- يواكيم (جيريمي): لديه أخ صغير.
- مايكسينت (ماكس): يركض بسرعة كبيرة بسبب رجليه الطويلتين.
- روفوس : «والده شرطي ولديه صافرة شرطي».
- Marie-Edwige Courteplaque [ماري جين كامبل]: «إنها الفتاة اللطيفة جدًا.»
- لويز [لويز]: ابنة صديقة لوالدة نيكولاس. يقرر نيكولا أنه يريد الزواج منها لأنها تلعب كرة القدم بشكل جيد.
- ريكس : كلب ضائع وجده نيكولاس؛ اسمه الحقيقي كيكي.

تشمل الشخصيات الأخرى والدي نيكولاس، بالإضافة إلى المعلمين والإداريين في المدرسة. تعمل المعلمة بجد وتحب الأطفال، على الرغم من أنهم عادة ما يغضونها. يُعرف المشرف، السيد دوبون (السيد غودمان)، باسم «لو بويون» («البطاطا القديمة»). السيد بيلينجز (السيد Blédurt) هو جارهم المجاور، ويحب أن يزعج والد نيكولاس.
تبدأ الشخصية الرئيسية في مسلسل كوميدي آخر لجوسيني، إيزنوغود ، في الظهور في الحلقة عندما يكون نيكولاس في المعسكر الصيفي. يُجبر هو والأطفال الآخرون على أخذ قيلولة، لذلك يخبرهم المستشار قصة عن «الخليفة الذي كان رجلاً صالحًا جدًا ولكن كان له وزيرًا شريرًا جدًا...» ، ثم يروي كيف يرتدي الخليفة ملابس شائعة. ليرى الرجل ما يفكر فيه الناس ويحل محله الوزير الشرير.

## الطبعة الإنجليزية
أكملت ستيلا رودواي نسخة إنجليزية بعنوان يونغ نيكولاس لصالح شركة Hutchinson & Co في عام 1961. تم نشره في الولايات المتحدة من قبل Bobbs-Merrill في عام 1962. تحتفظ أسماء الشخصيات بالشكل الفرنسي. تسرد صفحة العنوان المؤلفين ببساطة باسم "Sempé and Goscinny".
تم إصدار نسخة إنجليزية من السلسلة بأسماء شخصيات مقلوبة في عام 1978، ترجمها أنثيا بيل. احتوى هذا على خمسة مجلدات: نيكولاس والعصابة في المدرسة ، ونيكولاس والعصابة مرة أخرى ، ونيكولاس في عطلة ، ونيكولاس والعصابة ، ونيكولاس آت لارج . أعيد نشر المجلد الأول مع المزيد من الرسوم التوضيحية الكاملة في عام 2005 بواسطة Phaidon Press باسم Nicholas . أربعة مجلدات أخرى تبعت من Phaidon ، مثل Nicholas Again ، و Nicholas on Holiday (Nicholas on Vacation in North America)، و Nicholas and the Gang ، وأخيراً نيكولاس في ورطة في عام 2008.

## الكتب الإنجليزية
- سجلات ليتل نيكولاس (لو بيتي نيكولاس) The Chronicles of Little Nicholas (Le petit Nicolas)
- يونغ نيكولاس Young Nicolas (لو بيتي نيكولاس)
- نيكولاس أجين Nicholas Again (Les récrés du petit Nicolas)
- Nicholas on Holiday أو Nicholas on Vacation (الولايات المتحدة الأمريكية وكندا) (Les vacances du petit Nicolas)
- نيكولاس والعصابة Nicholas and the Gang (Le petit Nicolas et les copains)
- نيكولاس في ورطة Nicholas in Trouble (Le petit Nicolas a des ennuis)

## أعمال أُقتبست منها
- ليتل نيكولاس (لو بيتي نيكولاس)، فيلم عام 2009
- لو بيتي نيكولاس ، مسلسل رسوم متحركة عام 2009
- نيكولاس في عطلة (Les Vacances du Petit Nicolas)، فيلم 2014
- Le Trésor du Petit Nicolas [الإنجليزية] ، فيلم 2021
- Le Petit Nicolas - Qu'est-ce qu'on حضر من أجل être heureux ؟ ، فيلم رسوم متحركة 2022

## روابط خارجية
- الموقع الرسمي باللغة الفرنسية
- الموقع الرسمي لرينيه جوسيني
- طماطم فاسدة
- قائمة فيديو أمازون